# Браћа по бабине линије
Браћа по бабине линије је српски филм из 2016. године по сценарију и у режији Радоша Бајића. Од материјала овог филма се састоји 6. сезона телевизијске серије Село гори, а баба се чешља. Филм jе биоскопску премијеру имаo 16. марта 2016.

## Радња
Главним јунацима, Радашину и Милашину (Радош Бајић и Милорад Мандић Манда), стиже исто писмо, упућено сваком понаособ. Вођени сном о лепшем животу и решењу свих проблема, они, сходно инструкцијама које су добили у писму, крећу из Петловца на пут ... И како то у животу често бива, уместо да стигну до Београда где их чека далеки рођак из Аустралије, Радашин ће залутати у планинама са тајанственом плавушом (Јелена Гавриловић), а Милашин заглавити у селу Враново, на планини Соколовица, са које пуца видик на Зону безбедности. На овом путу ће им се придружити и остали радознали становници Петловца, који ће се, вођени различитим циљевима, у једном моменту наћи на истом месту, са истим питањем: "Где су браћа по бабине линије!?"

## Улоге
| Глумац               | Улога             |
| -------------------- | ----------------- |
| Радош Бајић          | Радашин Раковић   |
| Милорад Мандић Манда | Милашин Раковић   |
| Љиљана Стјепановић   | Радојка Раковић   |
| Олга Одановић        | Златана Раковић   |
| Нада Блам            | Смиљана Јотић     |
| Марија Петронијевић  | Ивана Раковић     |
| Недељко Бајић        | Радослав Раковић  |
| Ненад Окановић       | Драган Раковић    |
| Јелена Гавриловић    | Зирка             |
| Мирољуб Трошић       | Ђода              |
| Милена Предић        | Даница            |
| Енвер Петровци       | Грујица           |
| Бранко Јанковић      | Цветко            |
| Бора Ненић           | Путник у аутобусу |